# X-28 (航空機)
X-28
X-28
- 用途：実験機
- 分類：飛行艇
- 製造者：ジョージ・ペレイラ
- 運用者：アメリカ海軍
- 初飛行：1970年8月12日
- 生産数：1機
- 退役：1971年10月22日
- 運用状況：退役

X-28はアメリカ海軍がインドシナ各国の現地警察のパトロール用にテストした小型飛行艇。

## 概要
エアースキマー計画の一環として開発された。有視界飛行を行なう小型・低廉な機体が求められ、既存のホームビルト機を改造する事となり、7社の比較審査の結果ジョージ・ペレイラが開発したオスプレイ Iが選定された。1971年に実施された飛行テストでも良好な性能を示したが、ベトナム戦争の情勢が悪化したため、1971年に計画は中止された。
機体は、小型の飛行艇であり、胴体部分が艇体となっている。エンジンはレシプロエンジン単発であり、胴体中央部に太い支柱が立てられ、その上部に設置されている。プロペラは2翅でエンジン後部にあり推進式、コックピットはエンジン設置支柱の直前にあり、開放式となっている。有視界方式で飛行し、価格は5千ドルを切ることを目標としていた。

## スペック
- 乗員:1名
- 全幅:7.01 m
- 全長:5.26 m
- 全高:1.60 m
- 翼面積:9.01 m2
- 重量:237 kg
- 全備重量:408 kg
- 発動機:コンチネンタル C-90-12 液冷水平対向4気筒 90 hp 1基
- 燃料:60 ℓ
- 最高速度:217 km/h
- 実用上昇限度:5,500 m
- 航続距離:600 km